# Marie Edenhager
Marie Cecilia Edenhager, född 9 februari 1961 i Spånga församling, Stockholm, död 26 februari 2018 i Stora Tuna distrikt, Dalarnas län, var  en svensk politiker, som till 2014 var aktiv i Sverigedemokraterna (SD). 
Edenhager, som var bosatt i Borlänge,  var under sin tid som aktiv i SD gruppledare för partiet i kommunfullmäktige, ledamot i landstingsfullmäktige och gruppledare där till slutet av 2012, distriktsordförande i SD Dalarna/Västmanland till början av 2013 samt ledamot i moderpartiets partistyrelse.
I början av 2014 uteslöts Edenhager ur SD, och bildade då ett nytt parti under namnet Borlängepartiet Dalarna. Partiet fick 1,86% av rösterna i kommunalvalet i Borlänge 2014 och lyckades inte erövra någon plats i kommunfullmäktige.